# 张轸

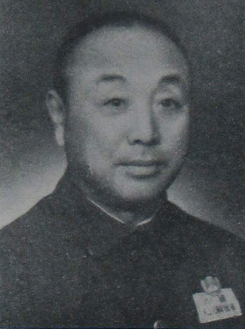
張軫近照

张轸（1894年—1981年7月26日），字翼三，男，河南罗山县人，同盟會成員，中华民国军事将领。國共內戰中投降中國人民解放軍。

## 生平
张轸在宣統元年（1909）進入开封陆军小学第五期就學，並加入同盟會，民國元年（1912）畢業，同年升學進入南京陆军第三中学就讀，然而在因反袁世凱立場，在二次革命後輟學逃回老家避禍。袁世凱死後，陝西督軍陳樹藩原有意留张轸在部隊服役，但遭到謝絕。
民國十六（1917）6月，與其陸小同學單懋統、秦鼎新、閻旭生一同報考北京的清河陆军预备学校。與他同時報考的同學曾因參與二次革命之背景遭到陸軍部刁難，但張軫因為較少見報因此未被注意，同年錄取。民國十七年（1918），1918年，考入保定陆军军官学校，為該校第九期砲兵科。1919年，考入日本陆军士官学校官費留學資格，1920年進入東京振武學校，1921年4月進入陸軍士官學校就學，為中國留學生班隊第十四期步兵科。1923年4月畢業回国后，投入劉鎮華指揮的—鎮嵩軍陕西陆军第一师任参谋，在1924年北京政變後，脫隊投靠馮玉祥國民軍，在國民軍第二軍中擔任訓練大隊隊長兼戰術教官，駐地河南省開封。
1925年下旬，因為國民軍第二軍司令官胡景翼病逝後，接任的岳維峻駕馭部隊的狀況不佳，张轸趁此時離開國民軍南下廣東省，透過已進入廣州軍政府的同省軍官侯連瀛認識鄧演達，獲准加入黃埔軍校，擔任第四期生戰術總教官。隨後被程潛延攬，轉任国民革命军第六军，擔任該軍下屬之國民革命軍第19師56團團長。在北伐戰爭第一階段，张轸指揮的56團在1927年9月於江西省進行南昌城攻城作戰，攻佔南昌。隨後遭五省聯軍擊退，张轸化裝逃離南昌城，後收攏殘軍後撤休整。隔年3月南京戰役中，張軫指揮55、56團攻佔南京雨花台，因此戰功得到程潛任命為南京城防司令。
4月寧漢分裂後，19師遭到何應欽包圍繳械，张轸遭到撤職，隨後得知程潛在武漢重建第六軍後，张轸前去投靠，並出任重建第六軍下屬的國民革命軍第18師師長。
民國十七年（1928）2月，升任長沙警備司令兼18師師長，但程潛主政湖南省後與新桂系交惡，被李宗仁設計囚禁，第六軍因此被迫脫離湖南省，因軍長遭囚，張軫升任第六軍副軍長兼18師師長，後因胡文斗軍長遭設計謀殺，張軫升任第六軍軍長，在遭到武漢政治分會與南京國民政府一系列追剿下，第六軍部隊瓦解，張軫逃到上海，暫時脫離軍界。
1930年，在返國的河南軍閥刘镇华延攬下，張軫復出，轉任國民革命軍第十一路軍下屬之國民革命軍第64師參謀長。因和劉鎮華不和，1932年辭職，返回開封閒賦。民國二十四年（1935）程潛復出擔任參謀總長，受程潛延攬，張軫至南京擔任國民政府軍政部部附（參謀），至日本考察兵役制度。民國二十六年（1937）5月，轉任豫北師管區司令，負責該地募兵事務。
抗日战争中，張軫收編在豫北師管區的一干民團，後這些部隊被改編國民革命軍補充第2師，後加入一部份正規部隊改組為國民革命軍第110師，納編國民革命軍第十三軍參戰。在國民革命軍第4師抽離十三軍後，張軫升任十三軍軍長兼110師師長，參加台兒莊戰役，徐州會戰結束後，十三軍留置桐柏山區進行游擊戰，張軫擔任桐柏山游擊總指揮兼第20軍團司令官，軍長職務交由王仲廉，師長職務由吳紹周接任。
20兵團後被改組為國民革命軍第三十一集團軍，集團軍司令官為湯恩伯當任，由於張軫非其派系成員，民國二十八年（1939）7月，張軫轉任軍政部第二補充新兵訓練處处长兼豫南警備司令。
民國三十年（1941）11月，轉任重建的第十一集团军副总司令兼國民革命軍第六十六軍军长，六十六軍為軍政部第二補訓處組建的新兵師，故由熟悉該業務的張軫率領，該軍隔年編入中國遠征軍，投入緬甸戰役，該戰役中因六十六軍被分拆支援，最後因緬甸戰役戰敗部隊四散，六十六軍在1942年4月撤銷，雖然作戰戰敗，但張軫並非直接指揮官，故未被追究作戰責任。1942年9月，張軫轉任第五戰區豫南挺進軍兼豫南游击总部总指挥，利用其地緣優勢在河南省進行游擊戰。民國三十四年（1945）第十戰區復編後，其部隊編入第十戰區指揮。
第二次国共内战期间，历任郑州绥靖公署副主任、武汉行辕副主任兼武汉行辕前进指挥所指挥官、第五绥靖区司令、华中剿匪总司令部副司令、河南省政府主席、第十九兵团司令官等。1948年，河南省政府迁至信阳县。张轸曾试图固守信阳。12月30日，张轸要求蒋介石「总统毅然下野」:127，與河南省參議會通電主張和平:8763。1949年1月2日，蔣致電河南省政府主席張軫，稱「值此千鈞一髮之際，吾人如不能熟權利害，團結意志，而先自亂步驟，則適中共匪分化之詭謀，將陷於各個擊破之慘局。須知今日之事，可和而不可降，能戰而後能和，國族之存亡繫於是，兄等自身之安危亦繫於是」:8767。

### 投共
1949年1月，第五绥靖区副司令朱其平率部望风而逃，在此形势下，张轸率部离开信阳县至湖北。5月，张轸勸魯道源一起投共，魯道源向參謀總長顧祝同報告，顧祝同密令白崇禧將張及其屬下第一二七軍的師以上軍官扣押送廣州，白向张轸出示顧祝同密電後，张轸伺機逃脫，率部在武汉金口宣布声援中国人民解放军，配合解放军渡江作战。解放军占领武汉后，其部队被改编为中国人民解放军第五十一军，张轸出任军长。

### 被劃為「右派」、遭清算
中华人民共和国成立后，担任过湖北军区副司令员、中南军政委员会委员、河南省人民委员会副省长、河南省政协副主席等职。同时他还是第一届全国人大代表，第一、二、五届全国政协委员，民革中央委员。1957年，张轸被划为“右派”。后来被摘掉“右派”帽子。1966年“文革”中，张轸再次受到冲击，受到不公正待遇。1979年彻底平反。1981年7月26日在郑州逝世。